# Красный Яр (Зеленодольский район)
Красный Яр — деревня в Зеленодольском районе Республики Татарстан Российской Федерации. Входит в Айшинское сельское поселение.
Находится в 10 км к востоку от города Зеленодольск, на железнодорожной линии Казань — Канаш

## Название
Название по сельскохозяйственной артели «Красный Яр».
Имеет местное название Атлашкино, которое происходит от фамилии купца и мецената Атлашкина. Ойконим наблюдается в названиях СНТ и железнодорожной платформы, примыкающих к деревне; базы отдыха в окрестностях селения.

## География
Расположена на левом берегу реки Волги и на правом берегу реки Сумки.
К деревне примыкает территория Государственного лесного фонда площадью 10 га.

## История
В окрестностях деревни выявлен археологический памятник — Атлашкинская стоянка (приказанская и маклашеевская культуры бронзового века).
Основана в первой половине 1920-х годов на базе трудовой сельскохозяйственной артели «Красный Яр», организованной в 1921 году при деревне Одинцово на землях чебоксарского купца М. Т. Атлашкина, купленных им в 1882 году у действительного статского советника П. Г. Осокина.
В 1881 году 300 десятин пахотной земли, 200 десятин лугов и лесов, вёрст на пятнадцать в окружности действительный статский советник Петр Гаврилович Осокин продаёт чебоксарскому купцу Михаилу Тимофеевичу Атлашкину, крестьянскому сыну из марийского села Лушмар Царевококшайского уезда (ныне деревня Кожла-Сола (Кожлы-Сола) в Республике Марий Эл). Атлашкины владели двумя большими домами в Казани, а на лето приезжали в свою деревню, которая по имени хозяев стала называться Атлашкино.
Дом Атлашкина сохранился до нашего времени, в нём размещаются школа и детский сад.
На карте Казанского уезда Казанской губернии 1910 года отображена платформа Атлашкина и деревня Одинцова
На карте 1934 года отображено Одинцово, Атлашкино и Янга Заря
На топографической карте города Казани и окрестностей в районе и Волго-Камской поймы 1939 года отображены: Одинцово (Янги-Турмыш), разъезд Атлашкино, деревня Перелива и Красный Яр. Топографическая карта центральной части Татарской АССР конца 1930-х годов отображает населённые пункты Одинцово, Атлашкино, Перелива, Красный Яр
В 1929 году в деревне открыта начальная школа, которая в 1933 году реорганизована в семилетнюю, в 1939 году — в среднюю, в 1941 году — в семилетнюю, в 1961 году — в восьмилетнюю, в 1997 году — в неполную среднюю (располагается в бывшей усадьбе купца М. Т. Атлашкина с пристроем 1963 года).
25 ноября 1965 года в состав деревни включены деревни Атлашкино, Одинцово и посёлок Переливы.

### Административно-территориальная принадлежность
С момента образования находилась в Ильинской волости Арского кантона ТАССР. С 14 февраля 1927 года — в Воскресенском, с 1 августа 1927 года — в Казанском сельском, с 4 августа 1938 года — в Юдинском, с 16 июля 1958 года в Зеленодольском районе.

## Население
1. Н/Д[10]

1. Н/Д[11]

В 1926 г. — 14, 1938 г. — 45, 1958 г. — 188, 1970 г. — 1048, 1979 г. — 968,
1989 г. — 663, 2002 г. — 617, 2010 г. — 558, 2017 г. — 612 человек (русские — 46 %, татары — 45 %, чуваши — 3 %).

## Инфраструктура
Личное подсобное хозяйство с зоной сельскохозяйственного использования, индивидуальная застройка усадебного типа, коттеджи, СНТ.
С 1960 года деревня в составе племенного птицеводческого совхоза «Юдинский» (центральная усадьба в посёлке Залесный), с 1966 года — совхоза «Овощевод».
Промышленных предприятий нет. Есть два магазина, детский сад «Дюймовочка» (с 1965 года, с 2019 года филиал школы), Красноярская основная общеобразовательная школа, спортивно-оздоровительный комплекс «Атлашкино».
В окрестностях деревни развита рекреационная зона, есть база отдыха «Атлашкино».

## Транспорт
Деревня доступна автотранспортом.
Железнодорожная платформа Атлашкино на перегоне Васильево — Зелёный Дол Горьковской ж/д.